# Прикубанский (Красноармейский район)
Прикубанский — хутор в Красноармейском районе Краснодарского края.
Входит в состав Новомышастовского сельского поселения.

## Население
| 2002 | 2010 | 2021 |
| ---- | ---- | ---- |
| 461  | ↗500 | ↘415 |

## Улицы
| - ул. Высокая, - ул. Заводская, - пер. Заводской, - ул. Заречная, | - ул. Зелёная, - ул. Кубанская, - ул. Лесная, - ул. Набережная, | - ул. Строителей, - пер. Тихий, - ул. Центральная, - пер. Школьный. |